# Paolo Boselli
Paolo Boselli (ur. 8 czerwca 1838 w Savonie, zm. 10 marca 1932 w Rzymie) − włoski polityk, premier Włoch w latach 1916-1917 z ramienia partii Destra storica. W latach 1894–1896 był ministrem finansów, a od 14 maja 1899 do 24 czerwca 1900 był Ministrem Skarbu.